# Incomplete (Backstreet Boys)
Incomplete è un singolo del gruppo musicale statunitense Backstreet Boys, pubblicato il 1º aprile 2005 come primo estratto dal quinto album in studio Never Gone.

## Descrizione
Si tratta della prima pubblicazione del gruppo dopo la pausa dalle scene musicali durata circa 3 anni.
Musicalmente è una power ballad, con la quale i BSB segnarono in modo deciso la loro evoluzione stilistica. Il singolo debuttò alla posizione numero 13 negli Stati Uniti sulla Billboard Hot 100, al 1º posto nella ARIA, diventando il primo singolo del gruppo a raggiungere tale posizione nella classifica australiana e rimase alla posizione numero 2 nella Top Singoli italiana. Raggiunse l'ottavo posto nel Regno Unito e ottenne buoni risultati anche nelle Filippine, in Cina, Canada e Indonesia, vendendo più di 250 000 copie nel mondo.

## Video musicale
Il video di Incomplete fu diretto da Joseph Kahn e girato a Lancaster e Zuma Beach in California. I Backstreet Boys rappresentano ognuno un elemento naturale: Brian rappresenta l'acqua, Howie la pioggia, Nick il fuoco, Kevin il ghiaccio e AJ il sole. Il video termina con in cinque cantanti camminare insieme lungo una strada al tramonto.

## Tracce
UK CD1
1. "Incomplete" (Album Version) – 3:59
2. "Incomplete" (Instrumental) – 3:59

UK CD2
1. "Incomplete" (Album Version) – 3:59
2. "My Beautiful Woman" (Paul Wiltshire, Victoria Wu) –  3:36
3. "Movin' On" (Howie Dorough, Wade Robson, Nate Butler) –  3:30
4. "Incomplete" (Music Video) – 3:59

Japanese E.P.
1. "Incomplete" (Album Version) – 3:59
2. "Incomplete" (Instrumental) – 3:59
3. "My Beautiful Woman" – 3:36
4. "My Beautiful Woman" (Instrumental) – 3:36

## Classifiche

### Classifiche settimanali
| Classifica (2005) | Posizione più alta |
| ----------------- | ------------------ |
| Australia         | 1                  |
| Austria           | 6                  |
| Belgio (Fiandre)  | 14                 |
| Belgio (Vallonia) | 13                 |
| Danimarca         | 3                  |
| Europa            | 6                  |
| Finlandia         | 14                 |
| Francia           | 19                 |
| Germania          | 3                  |
| Guatemala         | 5                  |
| Irlanda           | 5                  |
| Italia            | 2                  |
| Nuova Zelanda     | 12                 |
| Norvegia          | 8                  |
| Paesi Bassi       | 4                  |
| Repubblica Ceca   | 1                  |
| Spagna            | 2                  |
| Svezia            | 9                  |
| Svizzera          | 3                  |
| Regno Unito       | 8                  |
| Stati Uniti       | 13                 |
| Ungheria          | 1                  |

### Classifiche di fine anno
| Classifica (2005) | Posizione |
| ----------------- | --------- |
| Australia         | 25        |
| Austria           | 48        |
| Belgio Vallonia   | 64        |
| Paesi Bassi       | 78        |
| Germania          | 65        |
| Italia            | 7         |
| Svizzera          | 22        |